# Alfred Schmidt
Alfred Schmidt (19 de mayo de 1931-28 de agosto de 2012) fue un filósofo alemán. Miembro de la segunda generación de la Escuela de Fráncfort, sucesor de Max Horkheimer en su cátedra.

## Trayectoria
Hijo de un mecánico, estudió Literatura clásica e inglesa en la universidad Johann Wolfgang Goethe de Frankfurt. Pero, tras asistir a clases de Max Horkheimer   decidió dedicarse a la filosofía. Fue su alumno así como de Theodor W. Adorno (1903-1969).
Obtuvo una cátedra en la citada Universidad Goethe, en 1972; promovido como emérito, dio su última clase el 12 de julio de 2012. 
Se doctoró con una tesis sobre El concepto de naturaleza en Marx, muy bien valorada hasta hoy. Ha sido traducido a 18 idiomas. En francés se reeditó El concepto de naturaleza en Marx, PUF, 1994, con un largo prólogo actualizado ("Para un marxismo ecológico").
Estudió a Marx —fue uno de los grandes conocedores de este autor— así como la teoría crítica de la Escuela de Fráncfort, y criticó las posiciones del estructuralismo marxista. Pero también ha estudiado a Feuerbach (Feuerbach o la sensualidad emancipada), a Goethe (Goethes herrlich leuchtende Natur. Philosophische Studie zur deutschen Spätaufklärung) y a Schopenhauer (Die Wahrheit im Gewande der Lüge. Schopenhauers Religionsphilosophie). 
Hizo la edición de las obras de Max Horkheimer, y publicó una monografía de su maestro: Zur Idee der Kritischen Theorie. Elemente der Philosophie Max Horkheimers.

## Obras
- Der Begriff der Natur in der Lehre von Karl Marx, Fráncfort del Meno, Europäische Verlagsanstalt, 1962 (reimpreso 1971, ISBN 3-434-45011-4).
  - Trad.: El concepto de naturaleza en Marx, 1a ed. México; Madrid, Siglo XXI, 1976; reimpreso.
- Geschichte und Struktur, Múnich, Hanser, 1971.
  - Trad.: Historia y estructura. Crítica del estructuralismo marxista, Madrid, Alberto Corazón, 1973, con prólogo de la editorial.
- Emanzipatorische Sinnlichkeit. Ludwig Feuerbachs anthropologischer Materialismus. Múnich, Hanser, 1973, ISBN 3-446-11652-4.
  - Trad.: Feuerbach o la sensualidad emancipada, Madrid, Taurus, 1975.
- Zur Idee der Kritischen Theorie. Elemente der Philosophie Max Horkheimers, Múnich, Hanser, 1974, ISBN 3-446-11863-2.
- Kritische Theorie, Humanismus, Aufklärung. Philosophische Arbeiten, Stuttgart, Reclam, 1981, ISBN 3-15-009977-3.
- Goethes herrlich leuchtende Natur. Philosophische Studie zur deutschen Spätaufklärung, Múnich, Hanser, 1984, ISBN 3-446-14141-3.
- Die Wahrheit im Gewande der Lüge. Schopenhauers Religionsphilosophie, Múnich y Zúrich, Piper, 1986, ISBN 3-492-10639-0.
- Idee und Weltwille. Schopenhauer als Kritiker Hegels. Múnich, Hanser, 1988, ISBN 3-446-15161-3.